# Dušan Meničanin
Dušan Meničanin, slovenski domobranski častnik, * 10. maj 1904, Rujevac pri Dvoru, Hrvaška, padel v boju, 9. december 1944.
Dušan Meničanin je bil po rodu bosanski Srb,na današnjem slovenskem ozemlju je obiskoval osnovno šolo, v Novem mestu pa je končal gimnazijo. Po končani gimnaziji je vstopil v pehotno podčastniško šolo, ki jo je končal leta 1921. Ob ustanovitvi Slovenskega domobranstva je s činom stotnika prevzel poveljstvo nad 4. elitnim udarnim bataljonom, ki je imel sedež v Novem mestu. V bližini Novega mesta je 9. decembra 1944 padel v boju s partizani. Posmrtno je bil 11. decembra 1944 odlikovan z železnim križcem druge stopnje.

## Odlikovanja
- Vojaški zaslužni križec z meči (24. julij 1944)
- Železni križec 2. razreda (11. december 1944)
- bronasti Znak za boj proti partizanom (25. julij 1944)